# Vagaria ollivieri
Vagaria ollivieri är en amaryllisväxtart som beskrevs av René Charles Maire. Vagaria ollivieri ingår i släktet Vagaria och familjen amaryllisväxter.
Artens utbredningsområde är Marocko. Inga underarter finns listade i Catalogue of Life.